# Dioscorea trifoliata
Dioscorea trifoliata är en enhjärtbladig växtart som beskrevs av Carl Sigismund Kunth. Dioscorea trifoliata ingår i släktet Dioscorea och familjen Dioscoreaceae. Inga underarter finns listade i Catalogue of Life.